# Червонка-Полесьна
Червонка-Полесьна (пол. Czerwonka Poleśna) — село в Польщі, у гміні Фірлей Любартівського повіту Люблінського воєводства.
Населення — 62 особи (2011).
У 1975-1998 роках село належало до Люблінського воєводства.

## Демографія
Демографічна структура станом на 31 березня 2011 року:
|          | Загалом | Допрацездатний вік | Працездатний вік | Постпрацездатний вік |
| -------- | ------- | ------------------ | ---------------- | -------------------- |
| Чоловіки | 33      | 8                  | 21               | 4                    |
| Жінки    | 29      | 5                  | 15               | 9                    |
| Разом    | 62      | 13                 | 36               | 13                   |